# These Walls
These Walls is een nummer van de Brits-Albanese zangeres Dua Lipa van haar derde studioalbum, Radical Optimism (2024). Het werd geschreven door Lipa, Andrew Wyatt, Danny L Harle, Billy Walsh en Caroline Ailin, en geproduceerd door Wyatt en Harle. "These Walls" kreeg lovende kritieken van muziekcritici en bereikte de top 40 in het Verenigd Koninkrijk en Noorwegen. Een alternatieve versie van "These Walls" met de Belgische zanger Pierre de Maere werd uitgebracht als vierde single van Radical Optimism op 8 november 2024.

## Achtergrond
In een interview met Zane Lowe van Apple Music zei Lipa dat ze "These Walls" op 16 januari 2023 schreef. Ze zei dat ze het idee voor het nummer kreeg doordat ze de energie kon voelen van twee mensen die ruzie hebben als je een kamer binnenloopt. "Kamers vangen dingen op en houden dingen vast", zei ze. "Ik denk dat dit nummer een heel goed voorbeeld is van het aanpakken van het onvermijdelijke, het is dat gesprek dat niemand echt wil voeren, maar je moet het doen". "These Walls" werd uitgebracht op 3 mei 2024 door Warner Records op Lipa's derde studioalbum, Radical Optimism.
Een alternatieve versie met de Belgische zanger Pierre de Maere werd uitgebracht als de vierde single van Radical Optimism op 8 november 2024. Deze duetversie bevat extra teksten in het Frans (gezongen door de Maere en in veel mindere mate door Lipa).

## Hitnoteringen

### Ultratop 50 Vlaanderen
| Positie: | 26 | 45 | 47 | 22 | 22 | 24 | 12 | 18 | 11 | 13 | 17 | 9  | 9  | 10 | 11 | 11  | 6 |
| Week:    | 18 | 19 | 20 | 21 | 22 | 23 | 24 | 25 | 26 | 27 | 28 | 29 | 30 | 31 | 32 |     |   |
| Positie: | 11 | 20 | 13 | 16 | 25 | 18 | 16 | 18 | 24 | 29 | 37 | 46 | 32 | 41 | 46 | uit |   |